# Vaccinium vitis-idaea
Vaccinium vitis-idaea (arando-vermelho) é um pequeno arbusto verde da família Ericaceae, de frutos vermelhos comestíveis.

## Habitat
Encontra-se nas zonas setentrionais da Europa, Ásia e América do Norte, sobretudo em bosques de montanha.